# Willem Jan Schuttevaer
Willem Jan Schuttevaer (Zwolle, 17 januari 1798 - Bloemendaal 11 augustus 1881) is de oprichter van de Koninklijke Schippersvereniging Schuttevaer. Hij was schipper en handelaar van beroep.
Schuttevaer verzette zich tegen de hoge tolheffing op het Zwolse Diep. De NV Maatschappij ter verbetering van den handelsweg over het Zwolsche Diep dwong de schippers mee te betalen aan het uitdiepen en versmallen van de vaarweg ten behoeve van landaanwinning en van schepen met diepgang. Schuttevaer en de vervener en advocaat Lucas Oldenhuis Gratama behartigden de belangen van de turfschippers, die moesten meebetalen aan wat voor hun platbodems slechts nadelig was.
De strijd tegen de tolheffing op het Zwolse Diep duurde 17 jaar. Pas minister Thorbecke erkende in 1862 het gelijk van de turfschippers. Daarop werd het actiecomité op 17 januari 1863 omgezet in de schippersvereniging Schuttevaer.
Willem Jan Schuttevaer ligt begraven op de Algemene Begraafplaats Meppelerstraatweg in Zwolle. In 2007 is het graf door burgemeester en wethouders officieel aangemerkt als 'cultuur-historisch waardevol graf'. In Zwolle is ook een straat naar hem vernoemd: Schuttevaerkade. Aan de Schuttevaerkade 66 bevindt zich een gevelsteen met zijn naam erop.

## Afbeeldingen

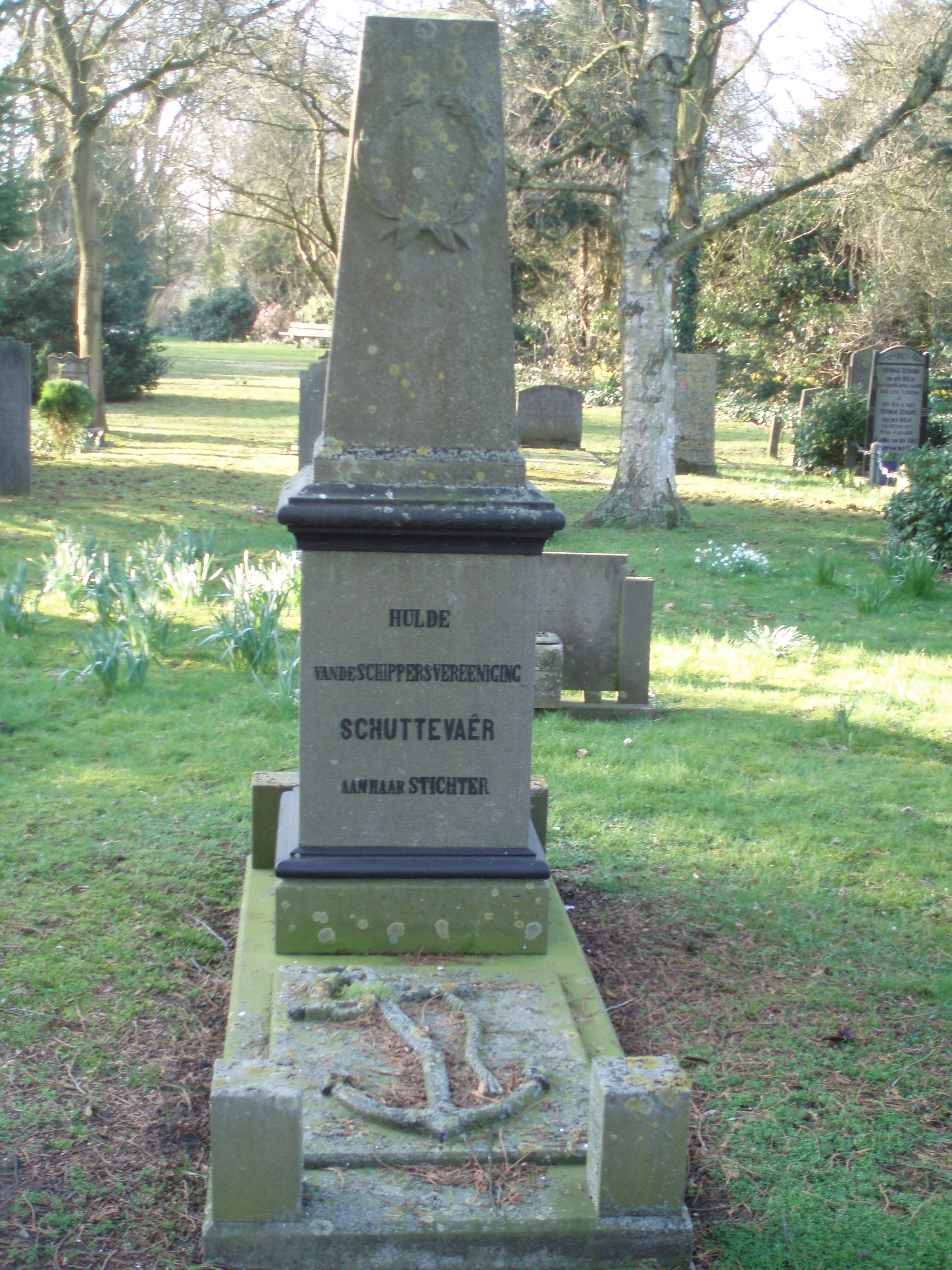
Graf van Willem Jan Schuttevaer
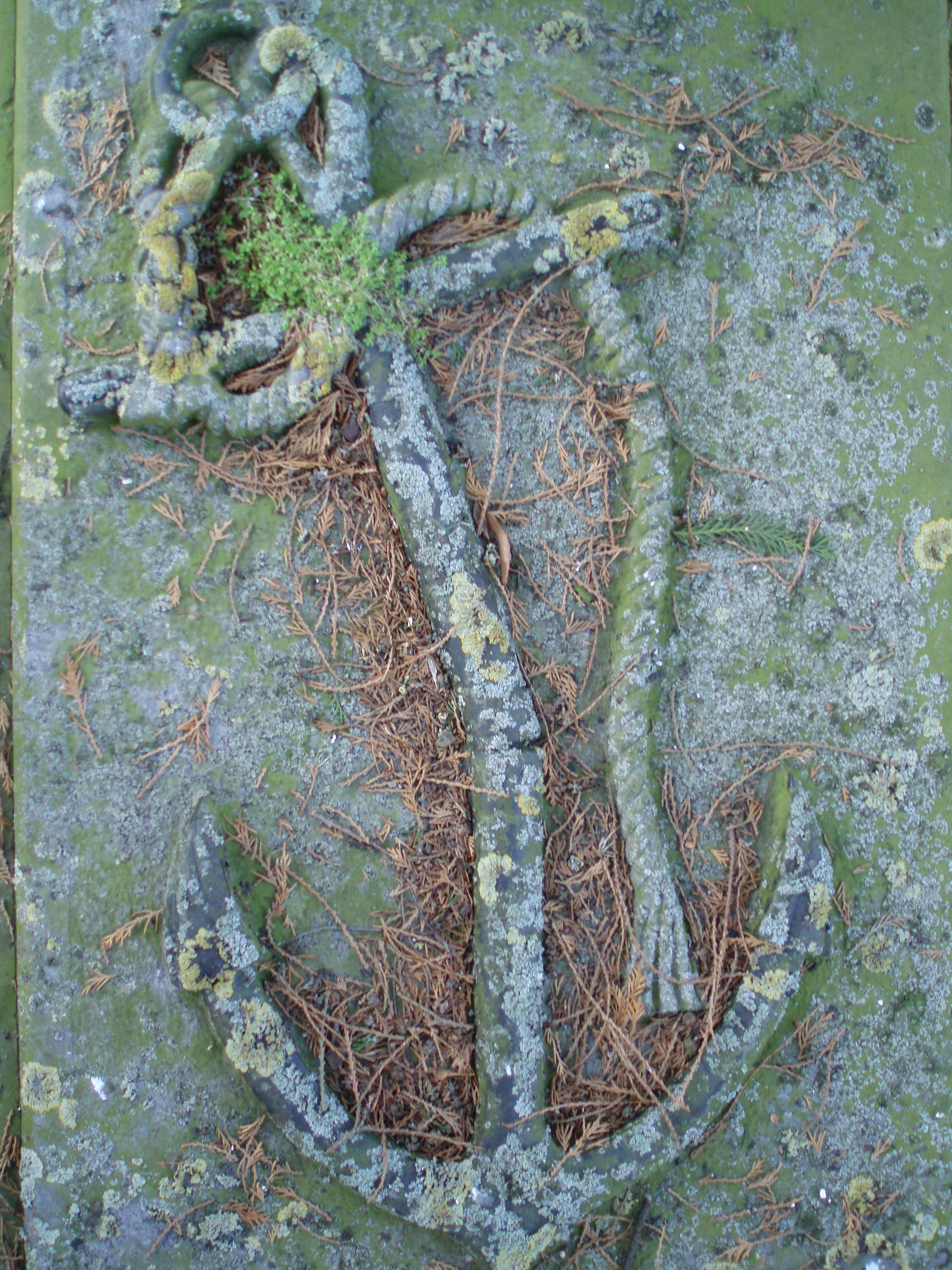
Detail van het graf